# Монокарпические растения
Монокарпи́ческие расте́ния — растения, которые размножаются (цветут или плодоносят) только один раз в течение жизни. В ботанике для монокарпических растений также используются фактически синонимичные термины «одноплодные растения», или монока́рпики (от др.-греч. μόνος — один, единственный и καρπός — плод) — растения, дающие плоды один раз, и «гапакса́нтные растения» (англ. hapaxanthic plants) — растения, цветущие один раз. 
Подавляющее большинство монокарпических растений — однолетние или двулетние. Но из этого правила существуют несколько исключений. Например, «столетнее растение» (или американская агава), некоторые представители родов Пуйя, Юкка и некоторые виды бамбука могут расти 8—20 лет до первого цветения, а некоторые — даже до 100 лет. Иногда монокарпические растения не погибают, если удалять цветки, как только они появляются, а в некоторых случаях — до того, как они успеют сформировать плоды.